# Daniel Pilon
Daniel Pilon (* 13. November 1940 in Montreal, Québec, Kanada; † 26. Juni 2018 ebenda) war ein kanadischer Schauspieler.
Daniel Pilon gab 1968 an der Seite von Michael Caine sein Filmdebüt in Ein dreckiger Haufen. 1969 hatte er eine Rolle in der französischen Tragikomödie Die Milchstraße von Luis Buñuel. 1971 drehte er als Partner von Orson Welles Malpertuis und 1977 neben Christopher Lee Invasion der Raumschiffe. Auch im Fernsehen machte sich Pilon einen Namen. So spielte er von 1984 bis 1985 den Renaldo Marchetta in Dallas und von 1988 bis 1989 den Alan Spaulding in der Springfield Story. 1992 übernahm er eine Rolle in Scanners III. Einen weiteren großen Erfolg erlangte Pilon 1997 in dem Science-Fiction Film Es lebt!. Alles in allem wirkte er an rund 90 Film- und Fernsehproduktionen mit.
Sein Bruder ist der Schauspieler Donald Pilon.

## Filmografie (Auswahl)
- 1968: Ein dreckiger Haufen (Play Dirty)
- 1969: Die Milchstraße (La voie lactée)
- 1971: Malpertuis (Malpertuis)
- 1975: Brannigan – Ein Mann aus Stahl (Brannigan)
- 1977: Invasion der Raumschiffe (Starship Invasions)
- 1982: Hart aber herzlich (Hart To Hart)
- 1997: Es lebt! (Habitat)